# Universität Bremen
Die Universität Bremen ist mit dem Gründungsjahr 1971 eine der jüngeren staatlichen Universitäten Deutschlands und mit etwa 18.400 Studenten und etwa 2.300 Wissenschaftlern die größte Hochschule des Landes Freie Hansestadt Bremen.
Sie zählte von 2012 bis 2019 zu den elf deutschen Hochschulen, die im Rahmen der dritten Runde der Exzellenzinitiative in der höchstdotierten Förderlinie „Zukunftskonzept“ ausgezeichnet wurden und sich „Exzellenzuniversität“ nennen durften.

## Geschichte

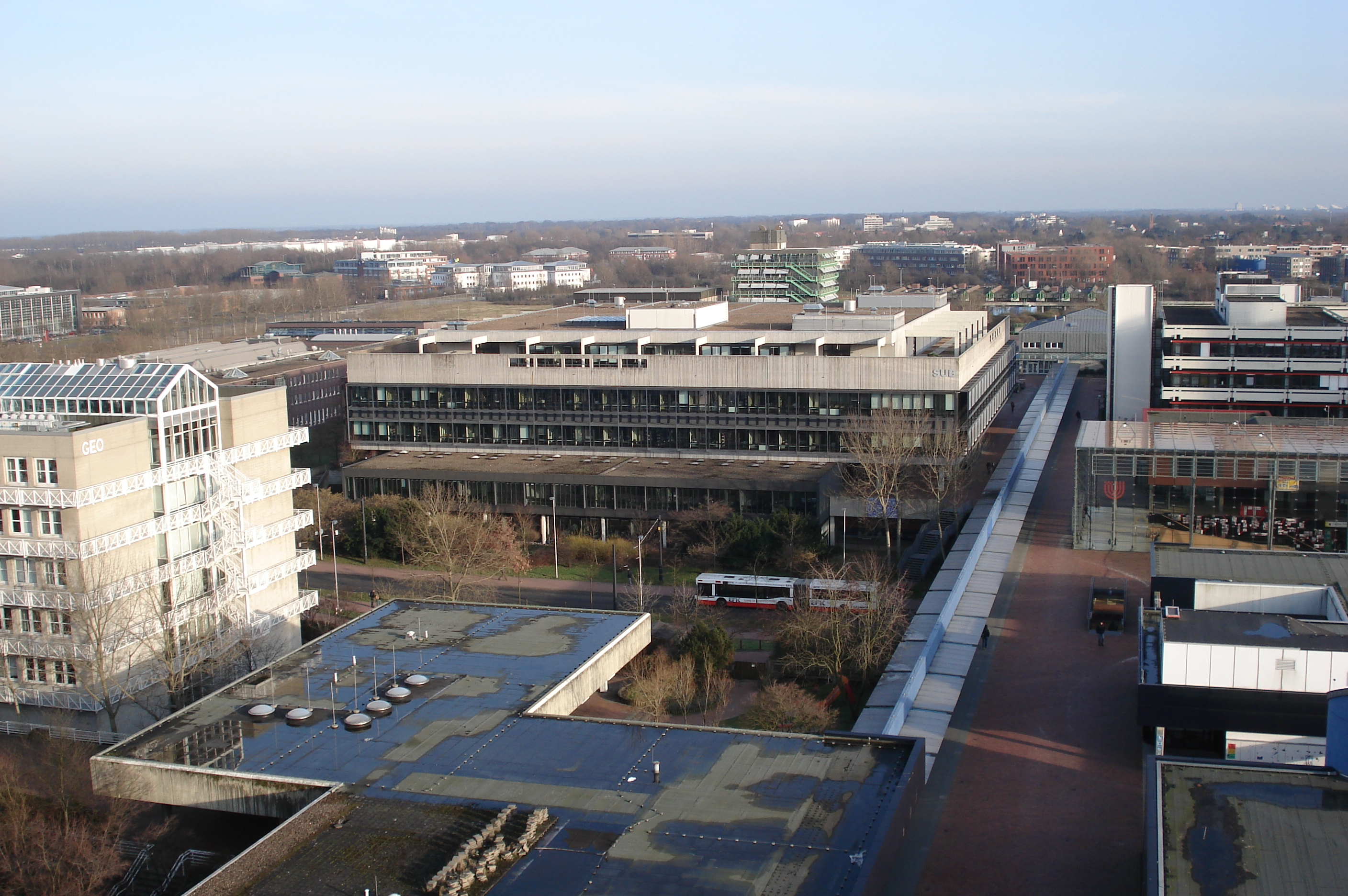
Der Campus der Uni-Bremen von oben

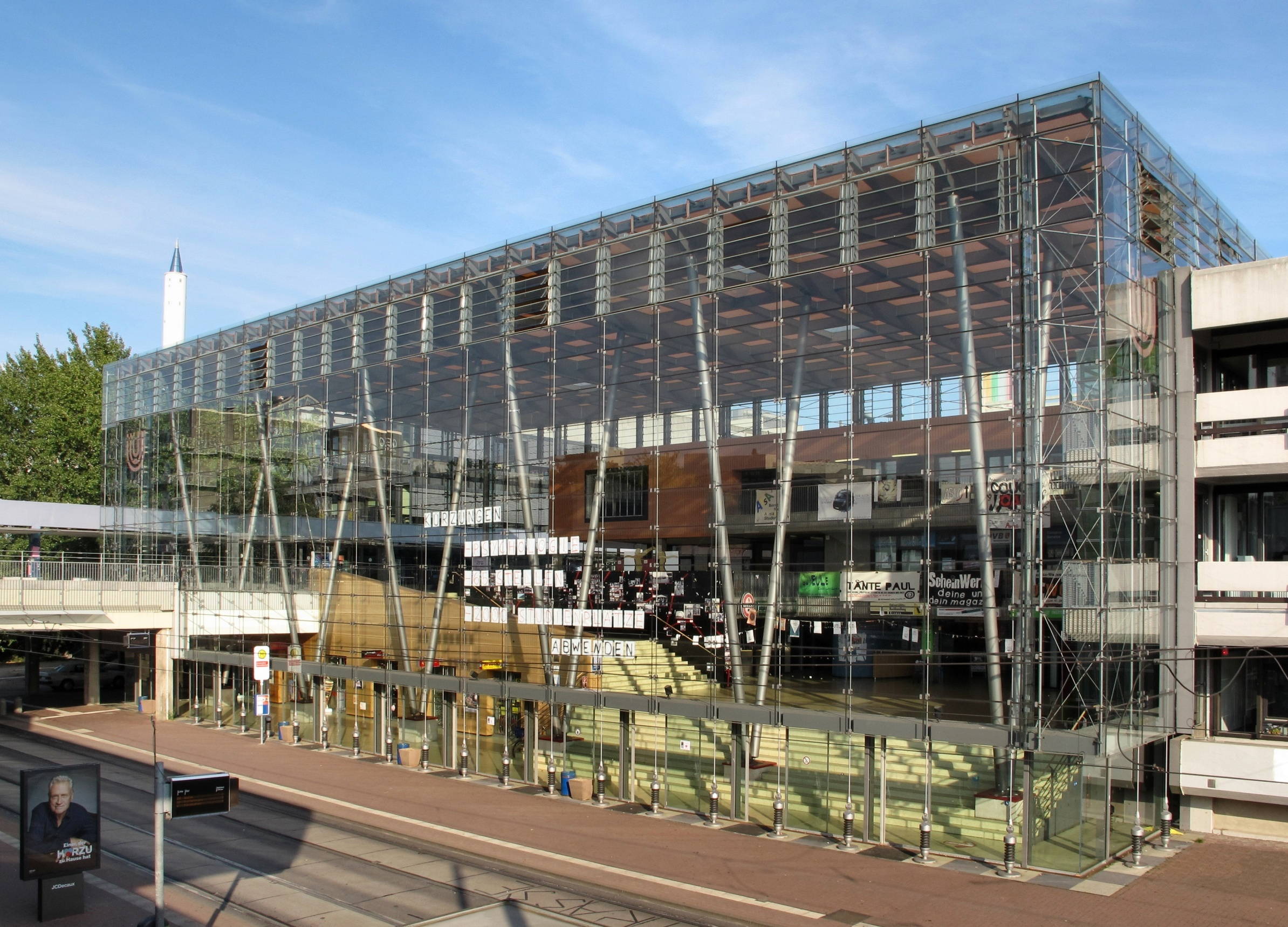
Die Glashalle der Uni Bremen gilt neben dem Fallturm Bremen als Wahrzeichen des Campus und wird unter anderem für Versammlungen der Studierenden genutzt.

Die Bremer Lateinschule wurde 1584 zum Gymnasium Academicum umbenannt. 1610 erfolgte die Umwandlung zum Gymnasium Illustre, einer Hochschule mit den vier klassischen Fakultäten Theologie, Jura, Medizin und Philosophie. Diese Hochschule bestand bis 1810 und wurde von Napoleon I. aufgelöst. Unter der napoleonischen Herrschaft wurde 1811 stattdessen über eine französisch-bremische Universität nachgedacht. Nach dem Ende des Zweiten Weltkrieges wurde 1948 über die Gründung einer Internationalen Universität Bremen diskutiert.

### Gründungsphase 1960–1980
1960 setzte der Senat eine Universitätskommission ein und 1961 stimmte die Bürgerschaft der Realisierung einer Universität zu. Der Senat berief 16 Professoren in eine Gründungskommission und legte 1963 den Standort der Universität hinter dem Stadtwald fest. 1963 beschlossen die Ministerpräsidenten die Finanzierung der Universität Bremen durch die Bundesländer. 1971 wurde von den Ländern Berlin, Bremen, Hamburg, Hessen, Niedersachsen und Nordrhein-Westfalen ein Abkommen zur Finanzierung der Universität unterzeichnet. 1968 bat der Senat die Universität Göttingen um fachliche Unterstützung in der Gründungsphase. Der Gründungssenat stimmte 1969 einer Drittelparität der Studierenden im höchsten Gremium der Universität zu und begrüßte 1970 den Entwurf des bremischen Hochschulgesetzes mit dem „Bremer Modell“. 1977 erklärte der Staatsgerichtshof der Freien Hansestadt Bremen diese Parität für verfassungswidrig.
Die Grundsteinlegung erfolgte im November 1968 durch Studenten und Schüler scherzhaft unter dem Namen „Marx- & Moritz-Universität“ – letzteres nach dem Namen des damaligen Bildungssenators Moritz Thape.

Gründungsrektor wurde 1970 Thomas von der Vring, Gründungskanzler Hans Heinrich Maaß. Der Studienbetrieb der Universität wurde zum Wintersemester 1971 im Gebäude GW 1 mit 459 Studierenden aufgenommen.

Die Gründungsphase in den 1960er Jahren verlief sehr kontrovers und führte 1971 zur Beendigung der Bremer Koalition zwischen SPD und FDP. Sie war auch von einem Bauland-Skandal begleitet. 1971/1973 wurde die Pädagogische Hochschule Bremen integriert. Geplant war eine Universität mit den klassischen Fächern Jura, Sozialwissenschaften und Naturwissenschaften, doch mit fächerübergreifendem Lernen, dem sogenannten Projektstudium. Der herkömmliche Begriff Fakultät wurde durch den Begriff Fachbereich ersetzt. Die Studiengänge Lehramt und Jura wurden einphasig gestaltet, d. h., dass Absolventen nach der Ersten Staatsprüfung nicht in den Beruf gingen, sondern an der Universität blieben und durch entsprechende Praxisanteile auf die Zweite Staatsprüfung vorbereitet wurden. Die einphasigen Studiengänge setzten sich auf Dauer nicht durch, da die Bremer Absolventen teilweise Schwierigkeiten bei der Bewerbung in anderen Bundesländern bekamen.

Das ursprüngliche Bremer Modell sowie Tendenzen bei der Berufung einiger linksorientierter Hochschullehrer brachte der Uni Bremen den Ruf einer roten Kaderschmiede ein.
Universitätsbau: Die Generalplanung für den Bau der Universität erfolgte seit 1966 durch das Universitätsbauamt Bremen (UBA) unter der Leitung von Otto Freese. Durch einen nationalen Wettbewerb konnten die gesamtplanerischen, städtebaulichen Vorstellungen erreicht werden. In dem Marschgebiet musste etwa 4 bis 5 Meter Marschboden durch Sand ausgetauscht werden; der Uni-See und die „Uni-Wildnis“ entstanden dabei. Da ab 1969 die Bundesregierung unter Willy Brandt (SPD) mit Wissenschaftsminister Hans Leussink (parteilos) den Ausbau von fünf Universitäten, darunter Bremen, in besonderem Maße und unter Zeitvorgaben förderten, mussten wegen des im Prozess befindlichen großflächigen Bodenaustausches die ersten Bauten – Geisteswissenschaften (GW 1) und Naturwissenschaften (NW 1) – bis 1971 sogar außerhalb des späteren Zentrums der Universität errichtet werden. Danach folgten die ersten Bauten im zentralen Bereich mit der Universitätsbibliothek Bremen (UB, 1975), dem Zentralbereich als Boulevard und der technischen Versorgung (ZB), der Mensa (1975), GW 2 (1974), NW 2 (1974), der Energiezentrale (1974). dem Zentralen Mehrzweckhochhaus (MZH, 1977) und danach den Sportbauten (1978) im Osten. Ein Hörsaalgebäude – die so genannte Keksdose – entstand 1978.

### Ab 1980
1980 endete das Abkommen zur Mitfinanzierung der Universität Bremen durch die o.a. fünf Bundesländer.
Es folgten danach verstärkt natur- und ingenieurwissenschaftliche Fachbereiche und Institute: Ab 1988 entstand der Technologiepark (Ingenieurwissenschaften IW 1 bis 3) für die Produktionstechnik, dem Maschinenbau und der Verfahrenstechnik. Die Geowissenschaften erhielten um 1988 ein zentrales Gebäude und der Botanische Garten der Uni mit den Bauten entstand.

Das Zentrum für angewandte Raumfahrttechnologie und Mikrogravitation (ZARM) wurde 1985 gegründet und der markante Fallturm Bremen entstand bis 1990.

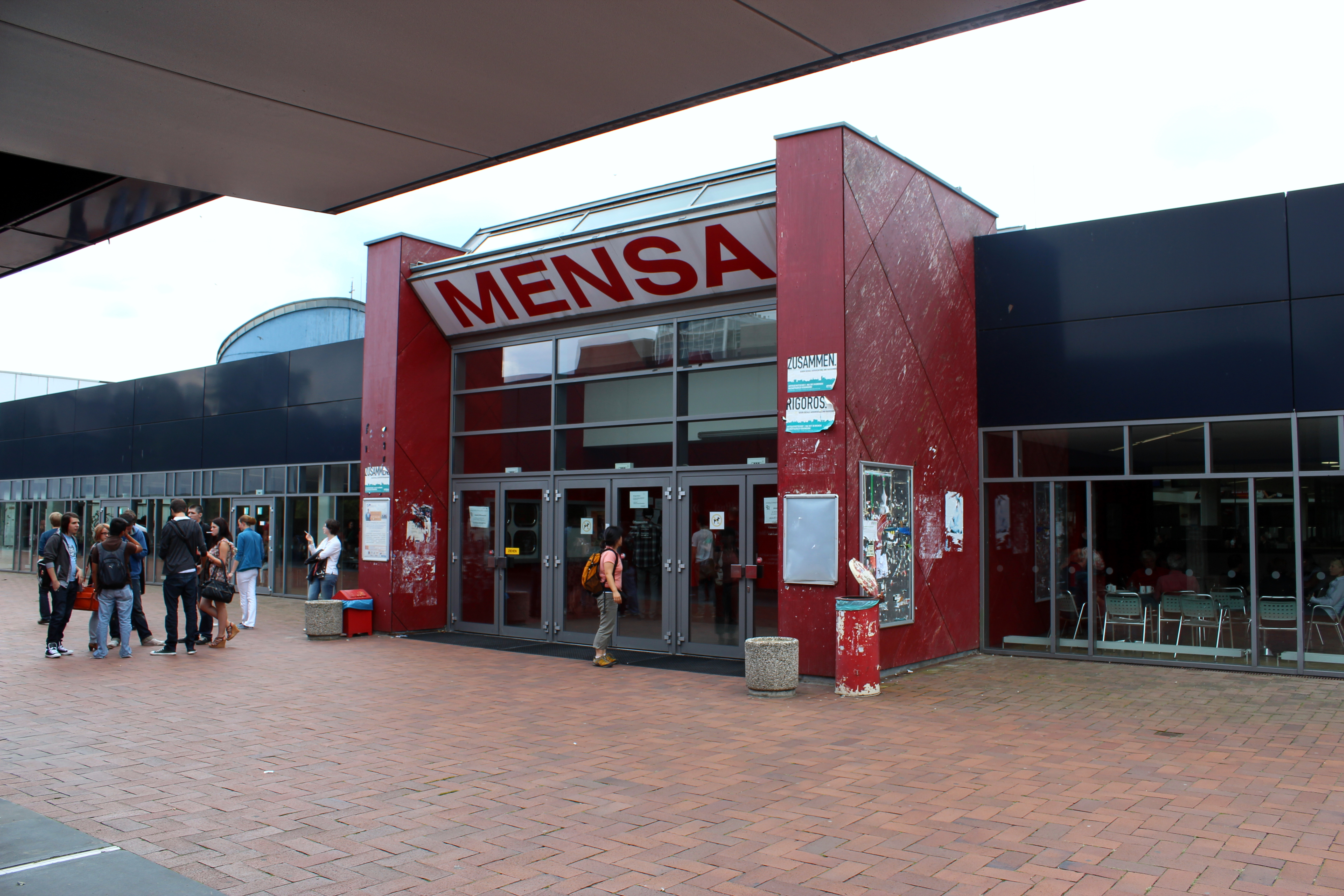
Eingang der 2000 neu eröffneten Mensa

Im Juni 1997 wurde die Mensa durch einen Brand zerstört. Der Wiederaufbau der Mensa war im März 2000 abgeschlossen. Dabei wurden die meisten Teile des düsteren Betondaches über dem Boulevard durch eine leichtere Konstruktion ersetzt.

Seit 1998 kann die Uni durch die verlängerte Linie 6 der Straßenbahn Bremen erreicht werden. Eine transparente Glashalle im Zentrum dient seit 2000 als Empfangsbereich und auch als Aufenthaltsort der Uni-Nutzer.

30 Jahre nach der Gründung gab es 2001 mehr als 18.000 Studierende an der Uni.
2012 wurde die Universität für ihr Zukunftskonzept zur Spitzenforschung für sieben Jahre als Exzellenz Universität durch die Exzellenzinitiative des Bundes und der Länder im Rahmen der Exzellenzstrategie ausgezeichnet. Die Universität platzierte sich dabei unter den besten Elf der bundesdeutschen Universitäten. Eine zweite Bewerbung blieb 2020 erfolglos.

An einer Reihe von wechselnden Sonderforschungsbereiche ist die Uni beteiligt (siehe unten). Sie hat um 2020 mehr Sonderforschungsbereiche der DFG als je zuvor und sie gilt als Wissenschaftszentrum im Nordwesten Deutschlands.
Viele wissenschaftliche Institute und Einrichtungen wie u. a. das Bremer Innovations- und Technologiezentrum Bremer (BITZ), Institut für Produktion und Logistik (BIBA) von 1992, Institut für Seeverkehrswirtschaft und Logistik (ISL), Zentrums für Marine Umweltwissenschaften der Universität (MARUM) von 2001, Leibniz-Instituts für Präventionsforschung und Epidemiologie (BIPS) von 2013, Leibniz-Zentrum für Marine Tropenforschung (ZMT), Leibniz-Institut für Werkstofforientierte Technologien (IWT), Zentrums für Medien-, Kommunikations- und Informationsforschung (ZeMKI), Cognium, Cartesium Microsystems Center Bremen (MCB) im NW 1, das Institut Technik und Bildung, das Data Science Center (DSC) von 2020, das Digital Hub Industry (DHI) von 2022 sowie das „innovate! Zentrum MaTeNa“ für beschleunigten Technologietransfer von 2024 haben sich an der Universitätsallee dem Hochschulring und deren Nebenstraßen angesiedelt.
Einige Bestandteile des Bremer Modells sind bis heute erhalten geblieben, so die Lehre auf forschendes Lernen, Interdisziplinarität, Praxisorientierung und Verantwortung gegenüber der Gesellschaft. Insbesondere in der Informatik existiert dieses Modell weiter, bei dem ein bedeutender Teil des Hauptstudiums in einem studentischen Projekt (Projektstudium) absolviert wird.

## Exzellenz

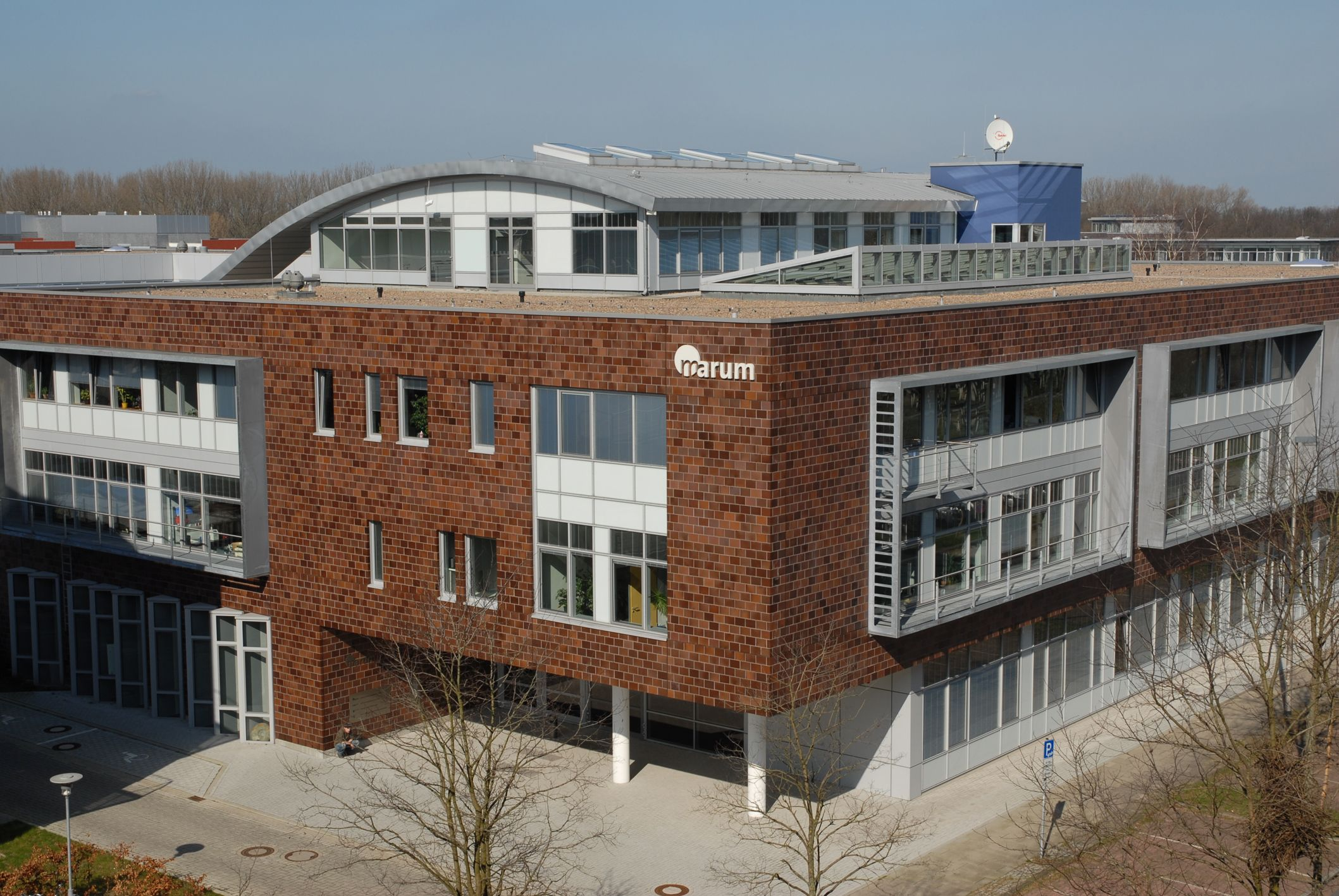
Zentrum für Marine Umweltwissenschaften (MARUM)

In den Jahren 2012 bis 2019 hatte die Universität drei Exzellenzeinrichtungen vorzuweisen, die durch die Exzellenzinitiative des Bundes und der Länder gefördert wurden.
In der ersten Runde der Exzellenzinitiative erhielt die Graduiertenschule Global Change in the Marine Realm eine Förderzusage. Im Zuge der zweiten Runde der Exzellenzinitiative waren zusätzlich die Anträge der Graduiertenschule Bremen International Graduate School of Social Sciences, ein Projekt in Zusammenarbeit mit der Jacobs University, sowie der Exzellenzcluster Marum – The Ocean in the Earth System erfolgreich. Dies gaben die Deutsche Forschungsgemeinschaft und der Wissenschaftsrat am 19. Oktober 2007 in Bonn bekannt. In der dritten Runde verteidigten BIGSSS und Marum ihren Status. Die meereswissenschaftliche Graduiertenschule war nicht erneut angetreten, da dieses Programm nun Teil des Marums ist. Darüber hinaus setzte sich die Universität mit ihrem Zukunftskonzept Ambitioniert und agil auch in der höchstdotierten dritten Förderlinie durch und zählte damit von 2012 bis 2019 zu dem Kreis von elf deutschen Hochschulen, die mit dem Status „Exzellenzuniversität“ ausgezeichnet wurden. Danach verlor die Universität Bremen nach frühem Ausscheiden aus der nächsten Bewerbungsrunde den Status.
Am 22. Mai 2025 gab die Deutsche Forschungsgemeinschaft (DFG) die Förderentscheidung für die neuen Exzellenzcluster bekannt. In der Ausschreibungsrunde der Exzellenzstrategie des Bundes und der Länder (2026–2032) konnte die Universität Bremen zwei Exzellenzcluster einwerben. Mit dem erfolgreichen Fortsetzungsantrag „Der Ozeanboden - unerforschte Schnittstelle der Erde“ und dem erfolgreichen Neuantrag „Die Marsperspektive – Ressourcenknappheit als Grundlage eines Paradigmas der Nachhaltigkeit“ werden ab dem 1. Januar 2026 erstmalig zwei Exzellenzcluster an der Universität Bremen gefördert.

## Lage

Lage der Universität und des Gästehauses auf dem Teerhof, das an der Weser liegt

Die Universität ist eine Campus-Universität, und nahezu alle Einrichtungen sind zentral an der Universität und dem benachbarten Technologiepark Bremen angesiedelt.
Der Campus bildet mit dem Technologiepark ein Ortsquartier am Rande Bremens und liegt verkehrsgünstig an der Autobahn A27 mit eigener Abfahrt. Darüber hinaus ist die Universität per Bus (Linien 21, 22, 28, 31, 630, 670) oder der Straßenbahnlinie 6 erreichbar.
Mit dem Forum am Domshof eröffnete die Universität im November 2024 einen Standort in der Innenstadt. Hier sind der Fachbereich 06: Rechtswissenschaft, das Zentrum für Arbeit und Politik (ZAP), das Institut für Arbeit und Wirtschaft (iaw) sowie HERE AHEAD untergebracht.
Auf der Weser-Halbinsel Teerhof befindet sich ein Gästehaus der Universität.

## Lehre
Die Universität bietet in zwölf Fachbereichen mehr als 100 Studiengänge an. Die angebotenen Studienabschlüsse umfassen Bachelor (B.Sc. & B.A.), Master (M.Sc., M.A., M.Ed.) und die Erste Juristische Prüfung.
Die Universität ist in zwölf Fachbereiche (Fakultäten) gegliedert:
- Fachbereich 01: Physik/Elektrotechnik
- Fachbereich 02: Biologie/Chemie
- Fachbereich 03: Mathematik/Informatik
- Fachbereich 04: Produktionstechnik – Maschinenbau / Verfahrenstechnik
- Fachbereich 05: Geowissenschaften
- Fachbereich 06: Rechtswissenschaft
- Fachbereich 07: Wirtschaftswissenschaft
- Fachbereich 08: Sozialwissenschaften
- Fachbereich 09: Kulturwissenschaften
- Fachbereich 10: Sprach- und Literaturwissenschaften
- Fachbereich 11: Human- und Gesundheitswissenschaften
- Fachbereich 12: Erziehungs- und Bildungswissenschaften

Ergänzt wird das Lehrangebot durch virtuelle Vorlesungen, sogenannte e-learning Module. In Lernvideos werden interdisziplinäre Inhalte vermittelt und anschließend abgeprüft.
Seit 1992 wird an der Universität der Berninghausenpreis für ausgezeichnete Lehre und ihre Innovation vergeben, der als ältester Lehrpreis Deutschlands gilt.

## Forschung

### Wissenschaftsschwerpunkte

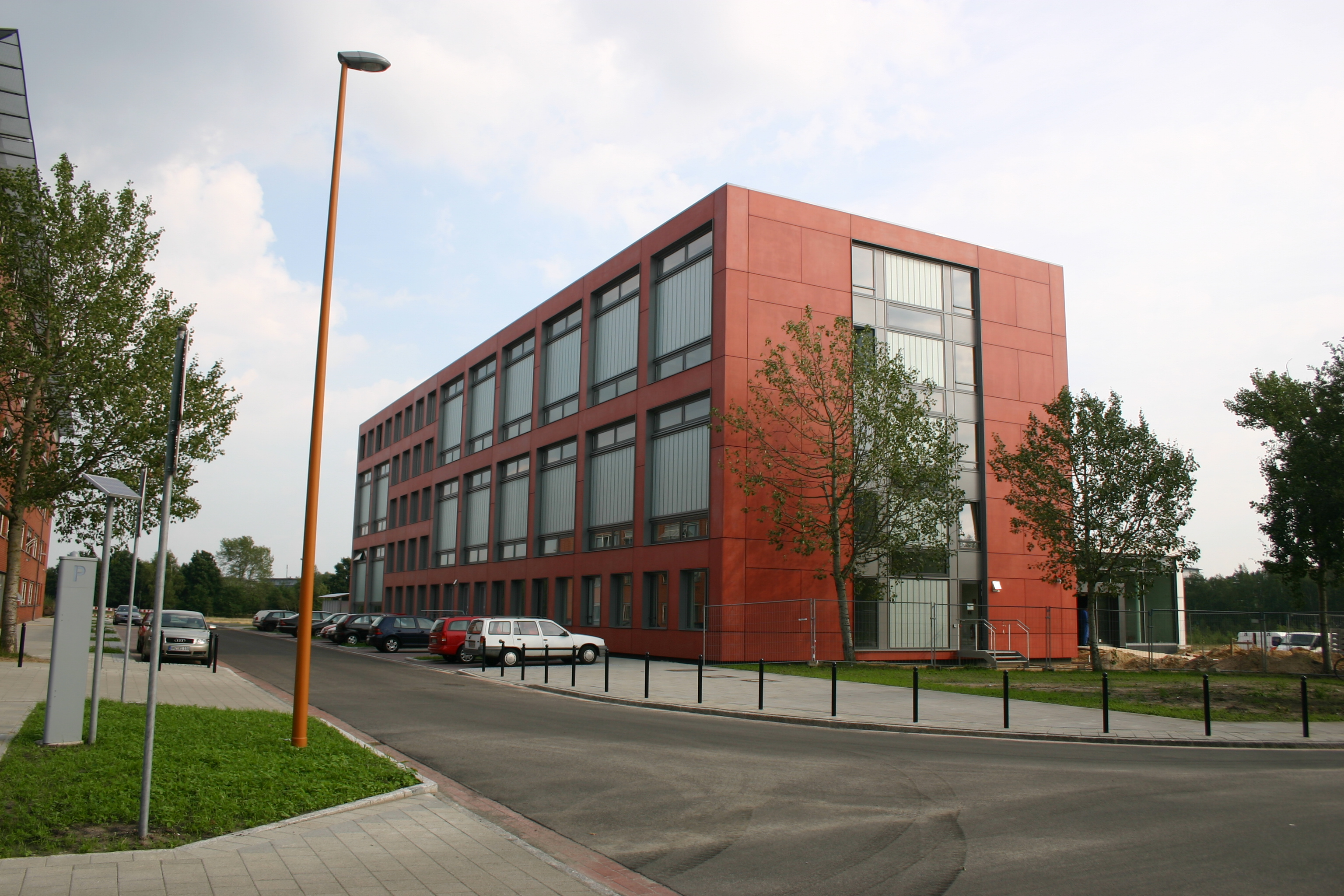
Cartesium

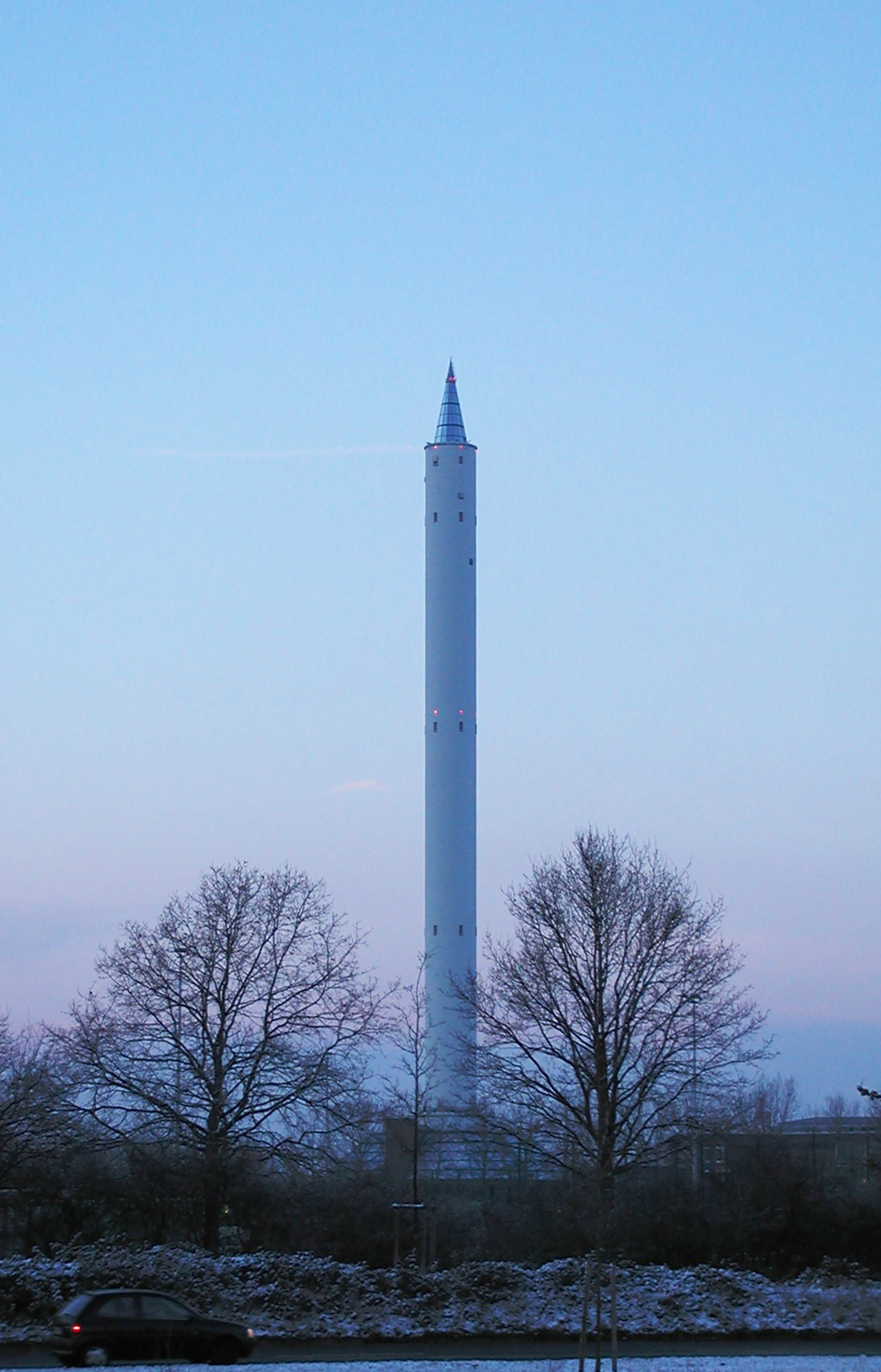
Fallturm

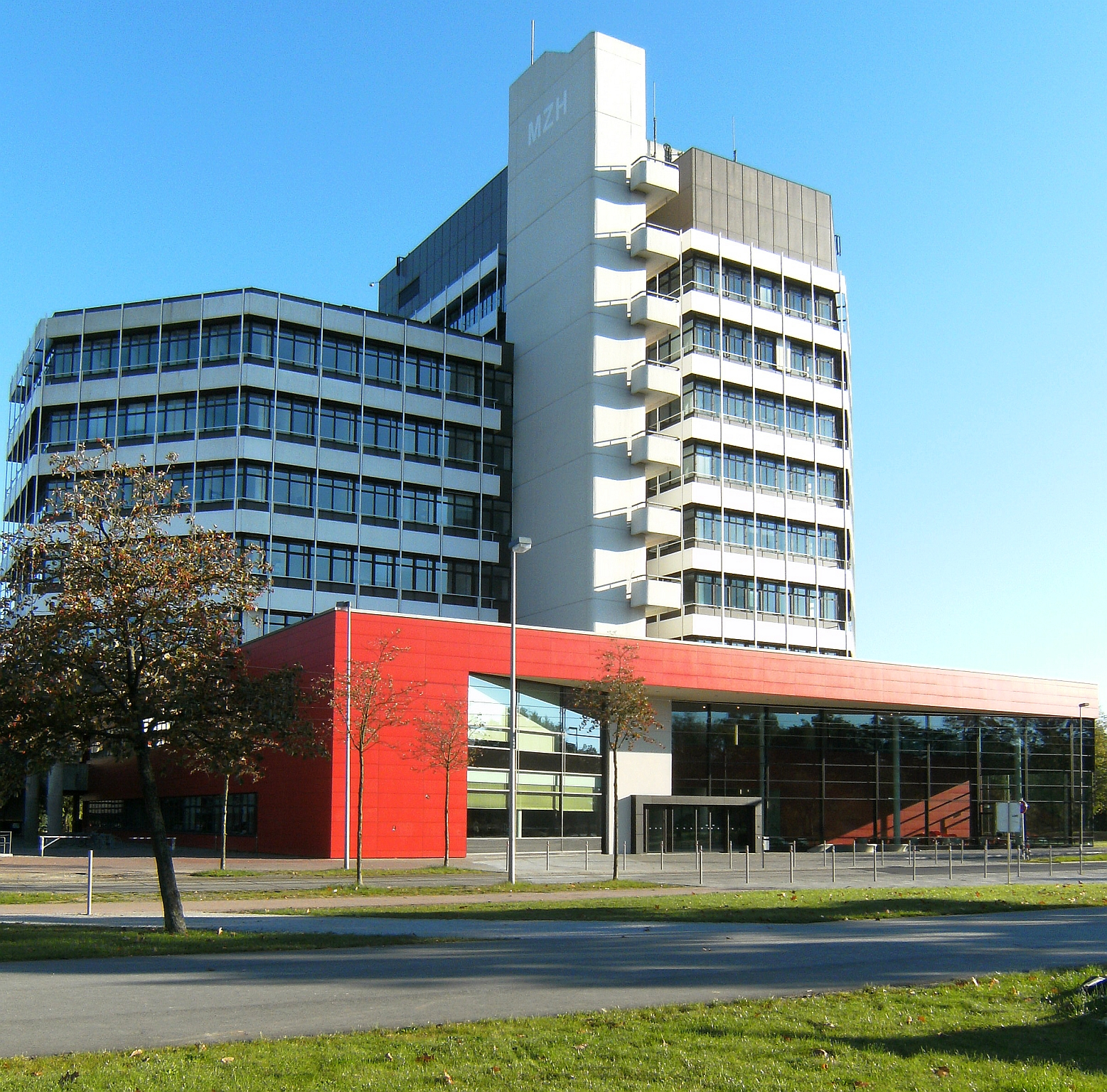
Mehrzweckhochhaus (MZH) der Universität

- Meeres-, Polar- und Klimaforschung
- Sozialer Wandel, Sozialpolitik und Staat
- Materialwissenschaften und ihre Technologien
- Minds, Media, Machines
- Gesundheitswissenschaften[23]

Mit der Profilierung interdisziplinärer Wissenschaftsschwerpunkte hat die Uni Bremen zwei laufende DFG-geförderte Sonderforschungsbereiche (SFB) und ist an vier weiteren SFB beteiligt.
Aus dem 2001 gegründeten DFG-Forschungszentrum Ozeanränder entwickelte sich 2007 das Exzellenzcluster The Oceans in the Earth System – MARUM.

### Sonderforschungsbereiche
Die Universität verfügt im Juli 2025 über folgende Sonderforschungsbereiche (SFB):
- SFB 1342: Globale Entwicklungsdynamiken von Sozialpolitik (seit 2018)[26]
- SFB 1320: Wissenschaft der Alltagsaktivitäten – Analytische und generative Modellierung (engl.: Everyday Activity Science and Engineering – EASE) (seit 2017)[27][28]

Außerdem ist die Universität an folgenden Sonderforschungsbereichen beteiligt:
- TRR 420: Kohlenstoffsequestrierung in Å-Auflösung - CONCENTRATE (seit 2025)[29]
- SFB 1464: Relativistische und quanten-basierte Geodäsie (TerraQ) (seit 2021)
- TRR 172: Arktische Verstärkung: Klimarelevante Atmosphären- und Oberflächenprozesse und Rückkopplungsmechanismen (AC)3 (seit 2016)
- TRR 181: Energietransfer in der Atmosphäre und im Ozean (seit 2016)

Ausgelaufene Sonderforschungsbereiche:
- TRR 136: Funktionsorientierte Fertigung auf der Basis charakteristischer Prozesssignaturen (2014–2022)
- SFB 1232: Von farbigen Zuständen zu evolutionären Konstruktionswerkstoffen (2016–2021)
- SFB 747: Mikrokaltumformen – Prozesse, Charakterisierung, Optimierung (2007–2017)
- SFB 597: Staatlichkeit im Wandel (2003–2014)[30]
- SFB/TR8: Raumkognition – Schließen, Handeln, Interagieren (2003– 2014)[31]
- SFB 637: Selbststeuerung logistischer Prozesse (2004–2012)[32]
- SFB/TR4: Prozessketten zur Replikation komplexer Optikkomponenten (2001–2012)[33]
- SFB 570: Distortion Engineering – Verzugsbeherrschung in der Fertigung (2001–2011)[34]
- SFB 517: Neuronale Grundlagen kognitiver Leistungen (1996–2005)[35]
- SFB 372: Sprühkompaktieren (1994–2004)[36]

### Zentrale wissenschaftliche Einrichtungen der Universität
In den zentralen wissenschaftlichen Einrichtungen findet Forschung außerhalb von Fachbereichen unter der Verantwortung des Akademischen Senats statt. Diese werden eingerichtet, wenn ihre Zielsetzungen und Aufgaben fachbereichs- oder institutionsübergreifend sind, ein gemeinsames Schwerpunktthema formuliert ist und sie von zentraler strategischer Bedeutung für die Universität Bremen ist.
Zu den zentralen wissenschaftlichen Einrichtungen zählen derzeit:
- artec – Forschungszentrum Nachhaltigkeit
- BIGSSS – Bremen International Graduate School of Social Sciences
- DSC – Data Science Center
- IAW – Institut Arbeit und Wirtschaft
- ITB – Institut Technik und Bildung, seit 1986
- MARUM – Zentrum für Marine Umweltwissenschaften (zusammen mit dem DFG-Forschungszentrum Ozeanränder: RCOM – Research Center Ocean Margins, seit 2001)
- SOCIUM – Forschungszentrum Ungleichheit und Sozialpolitik
- UFT – Zentrum für Umweltforschung und nachhaltige Technologien
- zap – Zentrum für Arbeit und Politik
- ZeMKI – Zentrum für Medien-, Kommunikations- und Informationsforschung
- ZfLB – Zentrum für Lehrerinnen-/Lehrerbildung und Bildungsforschung

## Service-Einrichtungen

### Akademie für Weiterbildung
Die Akademie für Weiterbildung macht die Universität Bremen zu einem Ort des lebenslangen Lernens und ist die zentrale Anlaufstelle für alle Weiterbildungsinteressierten. Diese finden an der Universität eine breite Angebotspalette – von kurzfristigen Angeboten bis hin zum weiterbildenden Masterstudiengang. Die Schwerpunkte liegen bei Weiterbildungsangeboten für Berufstätige, Berufsrückkehrende, Arbeitsuchende und Menschen mit nicht anerkanntem Hochschulabschluss. Darüber hinaus gibt es das Seniorenstudium für alle, die sich nach der Berufs- und Familienphase weiterbilden möchten.
Der weiterbildende Masterstudiengang „Arbeit – Beratung – Organisation“ wird seit 2021 von der Akademie für Weiterbildung und dem Zentrum für Arbeit und Politik (zap) angeboten. Er ist deutschlandweit der erste und einzige Masterstudiengang speziell für betriebliche Interessenvertreter. Ein Baukastenprinzip ermöglicht ein flexibles, berufsbegleitendes Studieren.

### Bibliotheken

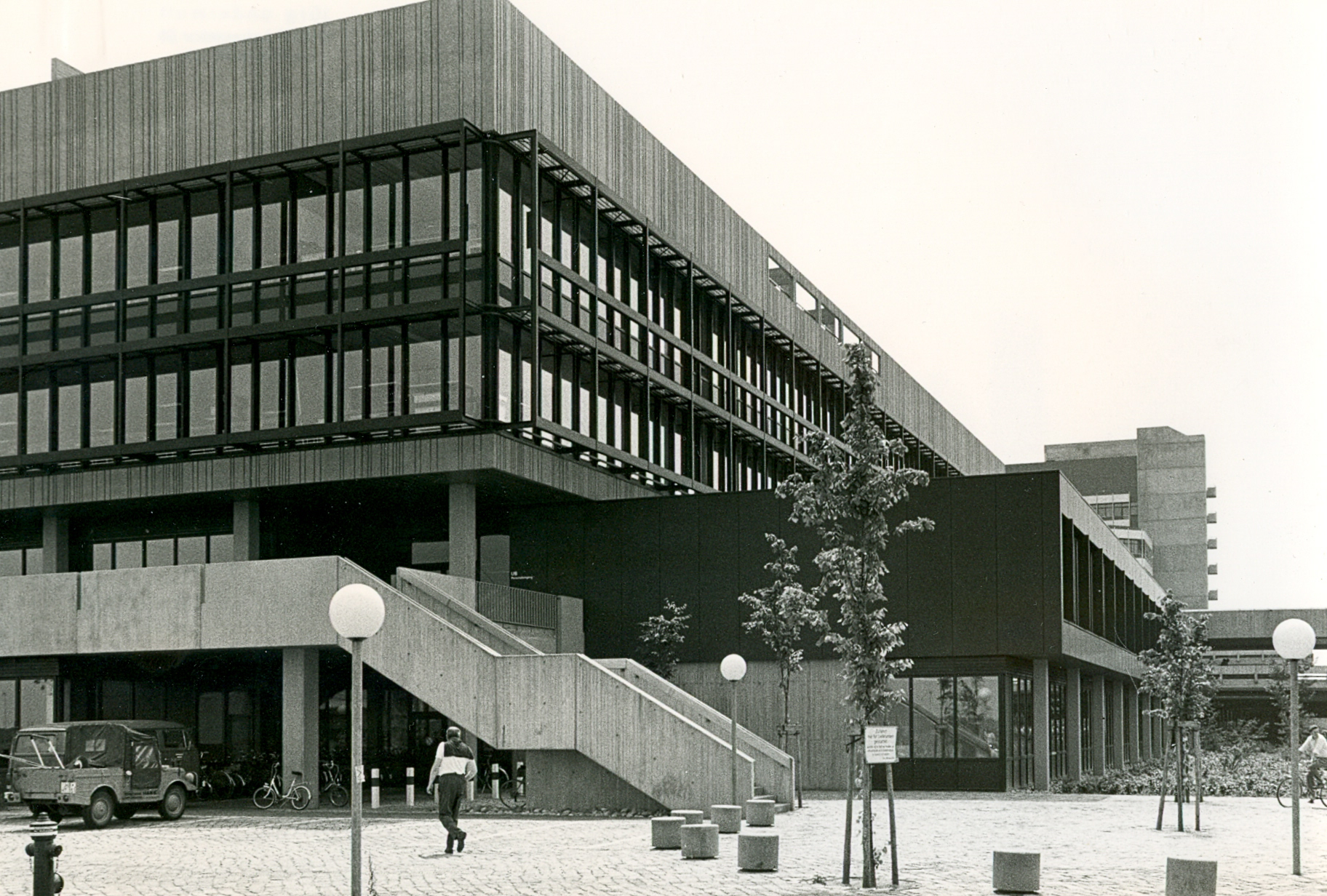
Staats- und Universitätsbibliothek Bremen

→ Siehe Hauptartikel Staats- und Universitätsbibliothek Bremen
Die Staats- und Universitätsbibliothek Bremen (SuUB) ist die wissenschaftliche Bibliothek des Landes und der Universität. Sie stellt als Staatsbibliothek und Universitätsbibliothek Benutzern und Institutionen aus dem Land Bremen und dem Unterweserraum wissenschaftliche und regional bezogene Literatur zur Verfügung.
Das gedruckte und elektronische Informationsangebot besteht aus 3.252.772 Bänden (Bücher, Zeitschriften und Zeitungen), 242.142 Dissertationen, 6.446 Karten, 13.603 Raritäten, 184 Inkunabeln, 68.071 Noten, 97.125 AV-Materialien, 8.090 laufend bezogenen gedruckten Zeitschriften und 21.248 laufend bezogenen elektronischen Zeitschriften (Stand 2008). 2008 haben 38.129 aktive Benutzer die Bibliothek aufgesucht und es gab 1.433.837 Bibliotheksbesuche pro Jahr.
Neben dem Hauptgebäude auf dem Campus gibt es zehn weitere dezentrale Standorte:
- die Bereichsbibliotheken für Wirtschaftswissenschaften (Uni – WiWi 2), für Physik und Elektrotechnik (Uni – NW1), für Mathematik und für Informatik (Uni – MZH) sowie
- die Teilbibliotheken der Hochschule Bremen (für Technik und Sozialwesen: Neustadtswall 30 und für Wirtschaft und Nautik: Werderstraße 73), der Hochschule für Künste Bremen (für Kunst im Speicher XI, für Musik in der Dechanatstraße) und der Hochschule Bremerhaven (Karlsburg 7, Haus S)
- das Juridicum, die Bereichsbibliothek Rechtswissenschaft im Forum am Domshof (Domshof 26)[40]

### Career Center
Das Career Center ist eine Gemeinschaftseinrichtung der Universität Bremen und der Agentur für Arbeit Bremen ‑ Bremerhaven. Die Angebote des Career Centers richten sich an Studenten, Absolventen, Wissenschaftliche Mitarbeiter und internationale Akademiker der Universität Bremen. Sie umfassen Beratungsangebote, außerfachliche Qualifizierungen sowie Veranstaltungen und Workshops für einen erfolgreichen Berufseinstieg und zur Unterstützung bei der Planung der Berufskarriere.
Das Career Center befindet sich an der Universität Bremen im Zentralbereich B (ZB-B) B 0560 bis B 0590 (unter der Mensa neben dem Eingang zum Theatersaal).

### Hochschulsport
Der Hochschulsport in Bremen stellt ein Bindeglied zwischen Universität und Bevölkerung dar. Das Besondere: In den Sportkursen treiben Studierende, Universitätsbeschäftigte und externe Teilnehmende gemeinsam Sport. Die sportlichen Angebote reichen von Akrobatik bis Yoga. Interessierte können aus über 300 Angeboten auswählen. Der größte Teil der Kurse ist Anfänger orientiert oder bietet Gelegenheit, unbekannte Sport- und Bewegungsarten und -formen auszuprobieren.
Daneben unterstützt die Universität Bremen als Mitglied des Allgemeinen Deutschen Hochschulsportverbands (adh) und Partnerhochschule des Spitzensports aktive Studierende, die an nationalen und internationalen Wettkämpfen der Hochschulen teilnehmen möchten.
Seit 1986 war der Verein für Hochschulsport e.V. im Rahmen einer Kooperation mit der Universität für die Organisation, Durchführung und Weiterentwicklung des Hochschulsports verantwortlich. Ab April 2025 ist der Hochschulsport in die Universität integriert.

### Sprachenzentrum der Hochschulen im Land Bremen (SZHB)
Das Sprachenzentrum der Hochschulen im Land Bremen (SZHB) ist eine gemeinsame Einrichtung der vier öffentlichen bremischen Hochschulen: der Universität Bremen, der Hochschule Bremen, der Hochschule für Künste und der Hochschule Bremerhaven.
Es bietet jedes Semester über 250 Kurse in rund 20 Sprachen auf unterschiedlichen Niveaustufen an. Studierende, Beschäftigte der Bremer Hochschulen und externe Teilnehmende können ihre Sprachkenntnisse in Semester- und Intensivkursen, Bildungszeiten oder hybriden Formaten erweitern, auffrischen oder von Grund auf neu erlernen. Neben den Kursen bietet das SZHB vielfältige Möglichkeiten, Sprachen selbstständig zu lernen. Dazu zählen das angeleitete Selbstlernen im Tutorenprogramm, peer-learning im Tandem oder Sprachcafés sowie Tutorien und Workshops zu Lernstrategien im Selbstlernzentrum Sprachen.

### Studierendenwerk Bremen
→ Siehe Hauptartikel Studierendenwerk Bremen
Das Studierendenwerk Bremen ist als hochschulübergreifende Sozialeinrichtung zuständig für die wirtschaftliche, soziale, gesundheitliche und kulturelle Betreuung und Förderung der Studierenden an den vier Hochschulen im Lande Bremen. Es betreut über 30.000 Studierende an den vier Hochschulen in Bremen und Bremerhaven.
An mehreren Hochschulstandorten betreibt es Mensen und Cafeterien, bietet mit seinen Studierendenwohnheimen Angebote für studentisches Wohnen und ist Ansprechpartner in der Ausbildungsförderung. Zudem fördert es studentische Kulturarbeit und bietet Studierenden einen psychologisch-therapeutischen Beratungsdienst. Der Verwaltungssitz des Studierendenwerks Bremen mit der Geschäftsführung, Verwaltung, Wohnraumverwaltung, Zimmervermittlung und kulturellen Förderung befindet sich im Studentenhaus im Zentralbereich der Universität Bremen.

### Virtuelle Akademie Nachhaltigkeit
Die Virtuelle Akademie Nachhaltigkeit bietet Studierenden in Deutschland und darüber hinaus kostenlose Online-Lehrveranstaltungen zum Thema Nachhaltigkeit an. Diese können im Rahmen der General Studies oder des Wahlpflichtbereichs für das jeweilige Studium anerkannt werden. Damit unterstützt die Akademie die Hochschulen dabei, das Ziel des UNESCO-Weltaktionsprogramms sowie die Nachhaltigen Entwicklungsziele der Agenda 2030 zu erreichen, indem sie Bildung für nachhaltige Entwicklung (BNE) für Studierende aller Hochschulen zugänglich macht. Mithilfe der videobasierten Veranstaltungen können Studierende jederzeit und ortsunabhängig nachhaltigkeitsbezogene Inhalte lernen, an ihrer Heimathochschule eine Prüfung ablegen und Credit Points erwerben.

### Zentrum für Multimedia in der Lehre (ZMML)
Das ZMML ist die zentrale E-Learning-Einrichtung der Universität Bremen. Es unterstützt und berät alle Angehörigen der Universität beim Einsatz digitaler Werkzeuge und Methoden in der Lehre. Die Service- und Beratungsangebote reichen von der Lehr-/Lernorganisation mit der Lernplattform Stud.IP über die Erstellung digitaler Medien und die Begleitung von Präsenz- und Online-Lehre bis hin zu elektronischen Prüfungen.

## Studierendenleben

### Semesterticket

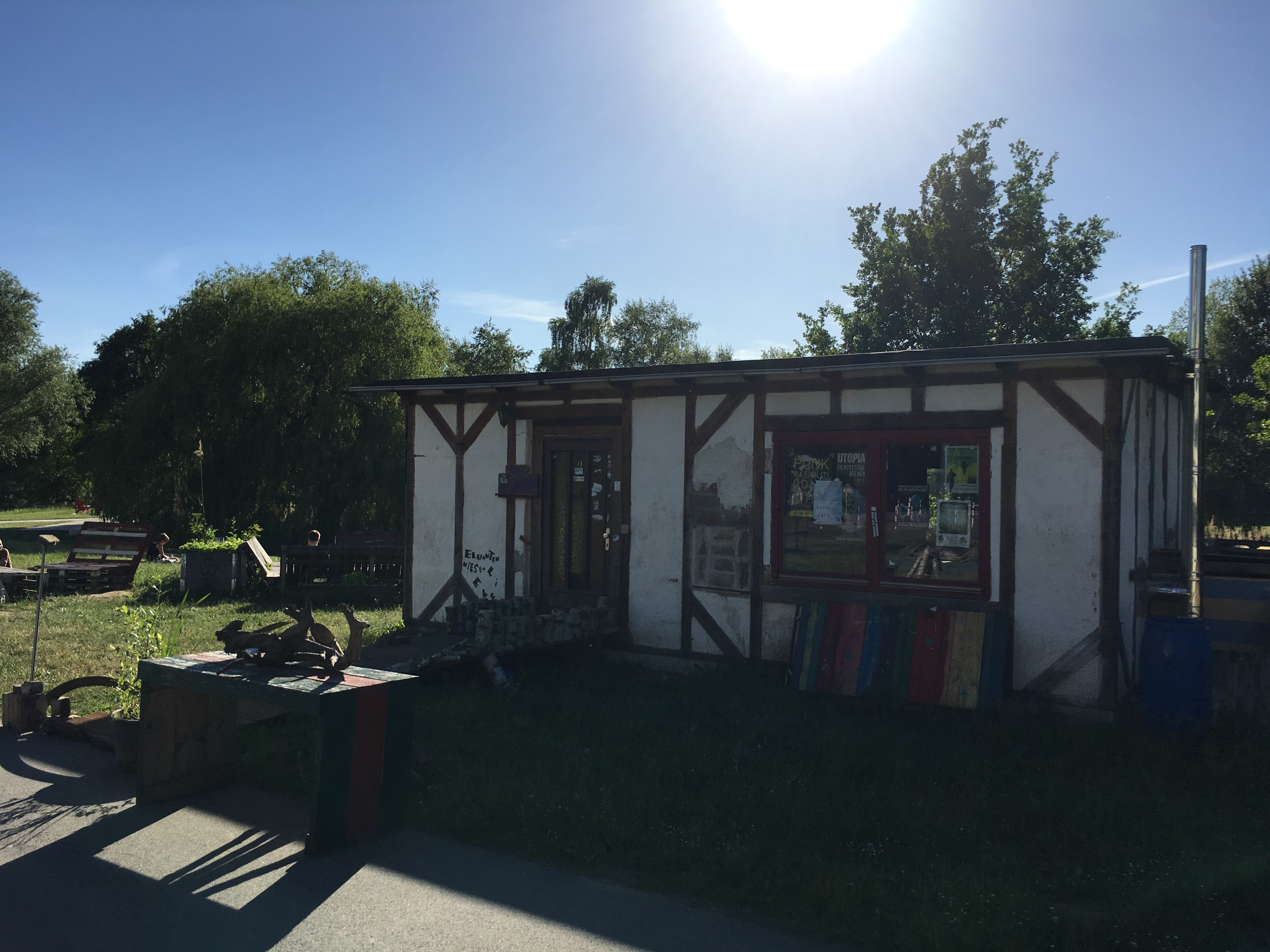
Das „Geisteswissenschaften 3“ (GW3) wurde von Studierenden als Protestaktion gegen Raumnot errichtet und befand sich im zentralen Campus-Park

Bis einschließlich des Sommersemesters 2024 galt das Bremer Semesterticket im Verkehrsverbund Bremen/Niedersachsen, Verkehrsverbund Ems-Jade, der Verkehrsgemeinschaft Landkreis Cloppenburg und außerhalb deren Gebieten auf den Schienenstrecken nach (im Uhrzeigersinn) Cuxhaven, Buxtehude, Hamburg, Hannover, Osnabrück, Rheine, Emden, Norddeich und Wilhelmshaven. Zum Wintersemester 2024/25 wurde in Bremen das Deutschlandsemesterticket (D-SeTi) eingeführt, das bundesweit im gesamten öffentlichen Personennahverkehr (ÖPNV) gültig ist.

### Kultursemesterticket
Der Studierendenausweis der Universität Bremen, der Hochschule Bremen, der Hochschule für Künste Bremen und der Hochschule für Künste im Sozialen Ottersberg ist gleichzeitig ein Kultursemesterticket. Damit haben die Studierenden in und um Bremen kostenfreien Eintritt in die Theater, Museen und Bühnen der freien Szene in Bremen.

### CampusKino
Für das CampusKino Bremen wird der große Hörsaal des Hörsaalgebäudes „Keksdose“ (Uni HS 2010) jeden Mittwochabend im Semester zum Kino. Die Filmvorführungen richten sich an Studierende und Hochschulangehörige. Einlass ist um 18:30 Uhr, Filmbeginn um 19:00 Uhr.

### Orchester und Chor der Universität Bremen
Das Orchester und der Chor der Universität Bremen gestalten mit ihren musikalischen Programmen das Musikleben an der Hochschule. Seit 2022 ist Mariano Chiacchiarini Universitätsmusikdirektor.
Das Orchester besteht seit der Gründung der Universität im Jahr 1971, ist groß sinfonisch besetzt und spielt von der Piccoloflöte bis zur Tuba alles. Um den verschiedenen Vorlieben gerecht zu werden, wechselt der Programmschwerpunkt jedes Semester. Es ist ein vollständig besetztes Sinfonieorchester mit 70 bis 100 Mitgliedern. Der Chor der Universität wurde im Jahr 2003 gegründet. Während im Wintersemester in der Regel chorsinfonische Werke zusammen mit dem Orchester in der Glocke oder im Bremer Dom aufgeführt werden, wird im Sommer häufig a cappella gesungen – bei gutem Wetter auch gerne Open Air. Der Chor hat durchschnittlich 140 Mitglieder.
Während des Semesters bietet die Unimusik wöchentlich kostenlose Mittagskonzerte im Theatersaal am Mensasee der Universität an. Bei diesen Konzerten spielen Studierende und Lehrende der Universität sowie Gäste Klassik, Tango, Jazz, Rock, Pop oder ethnische Musik aus aller Welt. Jedes Semester wird mit einem Abschlusskonzert beendet, bei dem das Orchester und der Chor der Universität ihre Arbeit der Öffentlichkeit präsentieren. Auch Teil der Aktivitäten der Unimusik sind die internationalen Reisen, wie z. B. 2024 die Kooperation mit der Sorbonne Université im Grand Amphithéâtre Paris für das Puccini-Jubiläum.

## Organisation
Die Universität Bremen ist eine Körperschaft des Öffentlichen Rechts. Sie besteht aus dem Rektorat, den Fachbereichen, dem Akademischen Senat und dem Allgemeinen Studierendenausschuss sowie der zentralen Verwaltung. Die Universitätsverwaltung befindet sich zum großen Teil im Verwaltungsgebäude (VWG), Bibliothekstraße 1.

### Universitätsleitung
Die Universität Bremen wird durch das Rektorat geleitet. Ihm gehören die Rektorin, der Konrektor für Forschung und Transfer, die Konrektorin für Lehre und Studium, die Konrektorin für Internationalität, wissenschaftliche Qualifizierung und Diversität sowie die Kanzlerin an.

#### Rektoren
- 1970–1973: Thomas von der Vring (* 1937), Gründungsrektor
- 1974–1977: Hans-Josef Steinberg (1935–2003)
- 1977–1982: Alexander Wittkowsky (1936–2018)
- 1982–2002: Jürgen Timm (* 1941)
- 2002–2012: Wilfried Müller (* 1945)
- 2012–2022: Bernd Scholz-Reiter (* 1957)
- seit 2022: Jutta Günther (* 1967)

#### Kanzler
- 1970 bis 1983: Hans Heinrich Maaß (1936–2021), Gründungskanzler
- 1984 bis 1990: Ralf Wilken
- 1990 bis 1991: Herbert Berger
- 1991 bis 2012: Gerd-Rüdiger Kück (* 1953)
- 2013 bis 2020: Martin Mehrtens[60][61]
- seit 2021: Frauke Meyer

### Gleichstellung
Die Universitätsverwaltung verfügt über ein Referat für Chancengleichheit. Die Universität hat sich in beiden Runden erfolgreich am Professorinnenprogramm des Bundes beteiligt.

## Bekannte Persönlichkeiten

### Professoren
Siehe: Kategorie:Hochschullehrer (Universität Bremen)

### Bekannte Absolventen (Auswahl)
- Jürg Acklin (* 1945), Schweizer Psychoanalytiker und Autor
- Werner Müller (1946–2019), Politiker und Manager (promoviert 1978)
- Enrique Schmidt (1949–1984), nicaraguanischer Politiker
- Helmut Woll (* 1950), Wirtschaftswissenschaftler
- Peter Masuch (* 1951), Jurist und 2008 bis 2016 Präsident des Bundessozialgerichts, (Abschluss 1978)
- Gesa Lindemann (* 1956), Soziologin
- Stefan Dzikowski (* 1957), Autor von Sachbüchern zum Thema Autismus
- Helga Trüpel (* 1958), Pädagogin und Politikerin (Bündnis 90/Die Grünen)
- Silvia Schön (* 1959), Biologin, Journalistin, Politikerin (Bündnis 90/Die Grünen)
- Elke Gurlit (* 1959), Juristin und Richterin am Staatsgerichtshof
- Dennis-Kenji Kipker (* 1987), Cybersecurity-Experte, Tech-Influencer und Herausgeber der Datenkolumne im Weser-Kurier
- Hubertus Knabe (* 1959), deutscher Historiker und ehemaliger Direktor der Gedenkstätte Berlin-Hohenschönhausen
- Hans Königsmann (* 1962),  Raumfahrtingenieur und ehemaliger Vizepräsident der amerikanischen Raumfahrtfirma SpaceX für Mission Assurance
- Andreas Bovenschulte (* 1965), Jurist und Präsident des Bremer Senats.
- Michael Kölling (* 1965), Informatiker und Autor
- Marc Kochzius (* 1970), Meeresbiologe (Diplom 1996)
- Ayşe Polat (* 1970), Regisseurin und Autorin mit türkisch-kurdischen Wurzeln
- Jürgen Radel (* 1975), Professor für Betriebswirtschaftslehre an der HTW Berlin
- Reyhan Şahin (* 1980), Rapperin, Schauspielerin und Radiomoderatorin, (promoviert 2012)
- Florian Kohfeldt (* 1982), Fußballtrainer, (Abschluss 2013)
- Coldmirror (* 1984), Video-Künstlerin
- Oliver Grasmück, Religionswissenschaftler, Autor und Redakteur, (promoviert 2009)
- Claas Relotius (* 1985), deutscher Journalist
- Ahmad Tavakkoli, deutsch-iranischer Journalist und Keramikkünstler
- Simon Zeimke (* 1983), Politiker (CDU)

## Sonstiges
An der Uni Bremen gibt es seit 1991 einen Beschluss des Akademischen Senates, der Militär- und Rüstungsforschung ablehnt (Zivilklausel).
Die Universität gehört zum Verbund Norddeutscher Universitäten und zur U Bremen Research Alliance.
Im August 2011 wurde von Angehörigen der Uni die Solargenossenschaft UniBremenSolar gegründet. Unabhängig von der Universitätsleitung engagieren sich Dozenten und Studenten, dem Leitbild der Universität „Umweltgerechtes Handeln“ und den Nachhaltigkeits- und Umweltleitlinien gerecht zu werden.